# Grand Prix Belgie 1958
Grand Prix Belgie 1958 (oficiálně XIX GROTE PRIJS VAN BELGIE) se jela na okruhu Circuit de Spa-Francorchamps v Stavelotu v Belgii dne 15. června 1958. Závod byl pátým v pořadí v sezóně 1958 šampionátu Formule 1.

## Kvalifikace
| Poř. | No. | Jezdec                   | Konstruktér   | Čas    | Ztráta |
| ---- | --- | ------------------------ | ------------- | ------ | ------ |
| 1    | 16  | Mike Hawthorn            | Ferrari       | 3.57.1 | —      |
| 2    | 18  | Luigi Musso              | Ferrari       | 3.57.5 | + 0.4  |
| 3    | 2   | Stirling Moss            | Vanwall       | 3.57.6 | + 0.5  |
| 4    | 14  | Peter Collins            | Ferrari       | 3.57.7 | + 0.6  |
| 5    | 4   | Tony Brooks              | Vanwall       | 3.59.1 | + 2.0  |
| 6    | 20  | Olivier Gendebien        | Ferrari       | 3.59.3 | + 2.2  |
| 7    | 10  | Harry Schell             | BRM           | 4.04.5 | + 7.4  |
| 8    | 22  | Jack Brabham             | Cooper-Climax | 4.05.1 | + 8.0  |
| 9    | 30  | Masten Gregory           | Maserati      | 4.05.4 | + 8.3  |
| 10   | 8   | Jean Behra               | BRM           | 4.06.2 | + 9.1  |
| 11   | 6   | Stuart Lewis-Evans       | Vanwall       | 4.07.2 | + 10.1 |
| 12   | 40  | Cliff Allison            | Lotus-Climax  | 4.07.7 | + 10.6 |
| 13   | 24  | Roy Salvadori            | Cooper-Climax | 4.15.6 | + 18.5 |
| 14   | 36  | Jo Bonnier               | Maserati      | 4.15.7 | + 18.6 |
| 15   | 42  | Graham Hill              | Lotus-Climax  | 4.17.9 | + 20.8 |
| 16   | 28  | Maurice Trintignant      | Maserati      | 4.21.7 | + 24.6 |
| 17   | 32  | Wolfgang Seidel          | Maserati      | 4.21.9 | + 24.8 |
| 18   | 38  | Paco Godia               | Maserati      | 4.24.5 | + 27.4 |
| 19   | 26  | Maria Teresa de Filippis | Maserati      | 4.31.0 | + 33.9 |
| 20   | 34  | Ken Kavanagh             | Maserati      | 4.45.3 | + 48.2 |

## Závod
| Poř.   | No. | Jezdec                   | Konstruktér   | Počet kol | Čas/Odstoupení | Pořadí na startu | Body |
| ------ | --- | ------------------------ | ------------- | --------- | -------------- | ---------------- | ---- |
| 1      | 4   | Tony Brooks              | Vanwall       | 24        | 1:37:06.3      | 5                | 8    |
| 2      | 16  | Mike Hawthorn            | Ferrari       | 24        | + 20.7         | 1                | 7    |
| 3      | 6   | Stuart Lewis-Evans       | Vanwall       | 24        | + 3:00.9       | 11               | 4    |
| 4      | 40  | Cliff Allison            | Lotus-Climax  | 24        | + 4:15.5       | 12               | 3    |
| 5      | 10  | Harry Schell             | BRM           | 23        | +1 kolo        | 7                | 2    |
| 6      | 20  | Olivier Gendebien        | Ferrari       | 23        | +1 kolo        | 6                |      |
| 7      | 28  | Maurice Trintignant      | Maserati      | 23        | +1 kolo        | 16               |      |
| 8      | 24  | Roy Salvadori            | Cooper-Climax | 23        | +1 kolo        | 13               |      |
| 9      | 36  | Jo Bonnier               | Maserati      | 22        | +2 kola        | 14               |      |
| 10     | 26  | Maria Teresa de Filippis | Maserati      | 22        | +2 kola        | 19               |      |
| Ret    | 38  | Paco Godia               | Maserati      | 22        | Motor          | 18               |      |
| Ret    | 22  | Jack Brabham             | Cooper-Climax | 16        | Přehřátí       | 8                |      |
| Ret    | 42  | Graham Hill              | Lotus-Climax  | 12        | Motor          | 15               |      |
| Ret    | 18  | Luigi Musso              | Ferrari       | 5         | Nehoda         | 2                |      |
| Ret    | 14  | Peter Collins            | Ferrari       | 5         | Přehřátí       | 4                |      |
| Ret    | 8   | Jean Behra               | BRM           | 5         | Únik oleje     | 10               |      |
| Ret    | 32  | Wolfgang Seidel          | Maserati      | 4         | Hřídel         | 17               |      |
| Ret    | 2   | Stirling Moss            | Vanwall       | 0         | Motor          | 3                |      |
| Ret    | 30  | Masten Gregory           | Maserati      | 0         | Motor          | 9                |      |
| DNS    | 34  | Ken Kavanagh             | Maserati      |           | Motor          |                  |      |
| Zdroj: |     |                          |               |           |                |                  |      |

Poznámky
1. ↑  Mike Hawthorn získal jeden bod za zajetí nejrychlejšího kola.

## Průběžné pořadí po závodě
Pohár jezdců
|        | Pořadí | Jezdec              | Body |
| ------ | ------ | ------------------- | ---- |
|        | 1      | Stirling Moss       | 17   |
| 4      | 2      | Mike Hawthorn       | 14   |
| 1      | 3      | Luigi Musso         | 12   |
| 1      | 4      | Harry Schell        | 10   |
| 2      | 5      | Maurice Trintignant | 8    |
| Zdroj: |        |                     |      |

Pohár konstruktérů
|        | Pořadí | Konstruktér   | Body |
| ------ | ------ | ------------- | ---- |
| 1      | 1      | Ferrari       | 20   |
| 1      | 2      | Cooper-Climax | 19   |
|        | 3      | Vanwall       | 16   |
|        | 4      | BRM           | 10   |
| 1      | 5      | Lotus-Climax  | 3    |
| Zdroj: |        |               |      |